# 井伊基之
井伊 基之（いい もとゆき、1958年〈昭和33年〉11月17日 - ）は、日本の実業家。株式会社NTTドコモ相談役。
江戸幕府の大老井伊直弼の子孫。
学位は電気工学修士（慶應義塾大学・1983年）、経営学修士（スタンフォード大学・2000年）。

## 経歴
彦根藩主井伊氏の家系に生まれる。井伊直弼大老は先祖にあたる。
慶応義塾大学大学院工学研究科を修了後、1983年に日本電信電話公社に入社。1985年に民営化に伴い日本電信電話に入社。エヌ・ティ・ティ・コミュニケーションズや東日本電信電話への出向などを経て、2018年に日本電信電話代表取締役副社長に就任。2019年にNTTアノードエナジーを設立、代表取締役社長に就任。
2020年6月にNTTドコモ代表取締役副社長に就任を経て、同年12月に代表取締役社長に就任。
2024年6月にNTTドコモ相談役就任。

## 略歴
- 1981年（昭和56年）3月 - 慶應義塾大学工学部電気工学科卒業[3]。
- 1983年（昭和58年）3月 - 慶應義塾大学大学院工学研究科修士課程修了[3]。
- 1983年（昭和58年）4月 - 日本電信電話公社入社[4]。
- 1985年（昭和60年）4月 - 日本電信電話株式会社設立 入社。
- 2000年（平成12年） - スタンフォード大学経営大学院修了[3]。
- 2001年（平成13年） - エヌ・ティ・ティ・コミュニケーションズ株式会社出向 グローバルIP事業部担当部長[3]。
- 2003年（平成15年） - 日本電信電話株式会社 第一部門担当部長[3]。
- 2005年（平成17年） - 東日本電信電話株式会社出向 設備部アクセス高度化部門部門長[3]。
- 2007年（平成19年）6月 - 東日本電信電話株式会社 新潟支店支店長[5]。
- 2010年（平成22年）7月 - 東日本電信電話株式会社 ネットワーク事業推進本部企画部部長[6]。
- 2011年（平成23年）5月 - 東日本電信電話株式会社 ネットワーク事業推進本部設備部部長兼企画部部長[7]。
- 2011年（平成23年）6月 - 東日本電信電話株式会社取締役 ネットワーク事業推進本部設備部部長兼企画部部長[8]。
- 2013年（平成25年）7月 - 東日本電信電話株式会社取締役 ネットワーク事業推進本部設備企画部部長[9]。
- 2014年（平成26年）6月 - 東日本電信電話株式会社取締役 ビジネス&オフィス営業推進本部本部長[10]。
- 2015年（平成27年）6月 - 東日本電信電話株式会社代表取締役常務 ビジネス&オフィス営業推進本部本部長[11]。
- 2016年（平成28年）6月 - 東日本電信電話株式会社代表取締役副社長 ビジネス&オフィス営業推進本部本部長[12]。
- 2017年（平成29年）7月 - 東日本電信電話株式会社代表取締役副社長 ビジネスイノベーション本部本部長[13]。
- 2018年（平成30年）6月 - 日本電信電話株式会社代表取締役副社長兼CTO兼CIO 技術戦略、国際標準化担当兼技術企画部門部門長[14]。
- 2019年（令和元年）6月 - NTTアノードエナジー株式会社設立 代表取締役社長[15]。
- 2019年（令和元年）6月 - 日本電信電話株式会社代表取締役副社長兼CTO兼CIO兼CDO（英語版） 技術戦略、国際標準化担当[16]。
- 2020年（令和2年）6月 - 株式会社NTTドコモ代表取締役副社長兼CCO（英語版）兼CLO兼CRO（英語版） 国際、コーポレート担当[17]。
- 2020年（令和2年）12月 - 株式会社NTTドコモ代表取締役社長兼CEO[18]。
- 2024年（令和6年）6月 - 株式会社NTTドコモ相談役。

## 現職
- 株式会社NTTドコモ相談役
- 一般社団法人電気通信協会理事[19]
- 特定非営利活動法人国際CIO学会評議員[20]
- マルチメディア推進フォーラム 運営諮問委員会幹事[21]